# Acacia plicata
Espèce
Acacia plicata est une espèce de plantes à fleurs de la famille des Fabaceae. C'est un arbuste endémique d'une zone entre Perth et Geraldton en Australie-Occidentale.

## Description
C'est un arbuste qui va de 90 cm à 2 mètres de hauteur. Il donne des fleurs jaunes, entre la fin de l'hiver et le milieu du printemps.